# 秘密遊戲-殺手皇后-
《KILLER QUEEN》（キラークイーン）是日本同人社團FLAT制作，於2006年8月13日（Comic Market 70）發售的十八禁遊戲。
2008年8月21日發售PS2版《SecretGame -KILLER QUEEN-》。PS2版刪除了色情情節，並加入新的要素，開發者是Regista，由Yeti進行販賣。製作成員和原作一樣。但PC版不同，改為四個平行故事進行，一部份的人物設定也有差異。
2007年未(C73)曾發放以《SecretGame -KILLER QUEEN-》的Windows用體驗版CD-ROM，公式網頁也提供下載。同時也公開宣傳用的密室逃脫小遊戲。
2008年12月28日，宣布把PS2版逆移植成PC版《SecretGame -KILLER QUEEN-DEPTH EDITION》，北條卡琳升格為女主角，同時也增加了色情情節。同年12月29日同人社團FLAT轉型為商業公司。
2009年4月24日，《SecretGame -KILLER QUEEN-DEPTH EDITION》發售。
2010年3月，宣布把PS2版逆移到PSP，名為《SecretGame PORTABLE》 。
2010年5月27日，《SecretGame PORTABLE》發售。
2011年3月31日，發售續作《SecretGame CODE:Revise》。
2013年3月28日，发售《リベリオンズ Secret Game 2nd stage》，為CODE:Revise的PSP版。
2013年9月27日，发售《リベリオンズ Secret Game 2nd stage BOOSTED EDITION》。

## 大綱
有十三名男女被帶入一個封閉且位置不明的場所。這十三人皆被戴上了頸圈，並且每人皆被配置了一台PDA在各自的房間中。這依照扑克牌的樣式設計的PDA，就如同是犯人给参加者配置的物品一般，在上面寫著各項指示。
這十三台PDA各自被標上了扑克牌十三個數字中的一個，并對應的着各自不同解除條件。另外還存在著九項規則，其中作為基本規則的規則一與規則二被公佈給全員，規則三以後的規則每人只公佈兩項。在七十三小時內若沒有成功將此「遊戲」通關的話，頸圈會啓動導致死亡。参加者不得不向他人隱瞞自己的解除条件，因为其中包含了谋杀……
這十三名参与者為了生存，不得不參加這場疯狂的遊戲。被謎之漩渦包覆的這場生存遊戲，現在即將開始……

## 登場人物
聲優順序為PC版(同人)/PS2版＆PSP版/PC版(逆移植)。

### 遊戲參加者
御劍總一
故事主人公。18歲高中三年生，乒乓球部成員。運動神經及打架技術普通，有點粗線條。不過腦頭轉得快，瞬間判斷力比普通人強。社團活動後一個人的回家路上被綁架，然後莫名其妙地加入了這個遊戲。
在Yeti的人物人氣投票中得到第9名。
姬萩咲實（聲：遠藤紗哉 / 岡嶋妙 / 遠藤紗哉）
高中生。與御劍同齡。在回家途中被綁架，強制性參加《遊戲》。有少為人知的不幸過去。雖然是個懂得上進的人，但是對自己的體力卻沒有什麽自信。有著大小姐般文雅端莊的言談舉止。總是戰戰兢兢地跟在别人身後，十分容易被外界因素所左右的柔弱女生。不過自己的内心卻希望能夠改變這樣的自己。樣貌與御劍前女友非常相似。
在Yeti的人物人氣投票中得到第6名。
矢幡麗佳（聲：桜花春日 / 田原なおみ / 天神祭）
女大一學生，19歲。専攻數理與邏輯學。在校內被綁架，強制性參加《遊戲》。容姿端麗・頭腦清晰的現實主義者。以自我為中心，害怕被別人背叛而受到傷害，因此從最初就不輕易接納任何人。爲了使自己能夠生存，早就下定了殺人的決心。對死亡有強烈的恐懼感。因為疑心很重，在大學期間拒絕了不少追求者。希望自然而然地喜歡對方。實際上也有溫柔體貼和信賴別人的一面。
在Yeti的人物人氣投票中得到在渚之後的第2名。
綺堂渚（聲：梨本悠里 / 梨本悠里 / 梨本悠里）
20代(EP1中說出與葉月女兒同年)的哥德蘿莉裝女性。在打工後回家時被綁架，強制性參加《遊戲》。波浪型的長髮戴著顯眼的可愛頭飾，衣服上也配上大量飾品。在緊張驚險的《遊戲》中仍然保持著其天然呆的特性，似乎是不應該存在於這個遊戲的角色。有著悠閑的思想和性格，總令到周圍的人變得無力。在氣氛緊張的《遊戲》引去良好方向，無意識地令氣氛緩和的氣氛製造者。在總一這個年紀的時候，曾經和摯友真奈美參加過《遊戲》。
在Yeti的人物人氣投票中得到第1名。
色条優希（聲：北都南 / ひと美 / 北都南）　
《遊戲》參加者中年紀最小，(同人版是初中生，PS2是10歲)。放學回家的路上被綁架。如其幼小的外表一樣，是個天真無邪的少女。因爲是個身居閨閣的大小姐，所以十分喜歡撒嬌，又膽小怕羞。
在Yeti的人物人氣投票中得到第4名。
北条卡琳（聲：紅月ことね / 紅月ことね/ 紅月ことね）
給人感覺嬌小的運動少女，有個重病的妹妹。雙親在三年前去世，和妹妹相依為命。由於親戚們也不給予幫助，所以從小就不信任大人。在去醫院看望妹妹的路上被綁架。有著頑強的意志，行事大膽。為了籌措妹妹的醫藥費（3億8000万円），決意在《遊戲》中勝出。
在Yeti的人物人氣投票中得到第3名。
陸島文香（聲：HARUNA / HARUNA / HARUNA）
某知名電氣公司的前台接待員，是個可信賴的大姐姐。成熟可靠，可是也有愛開玩笑和撒嬌的時候。去便利店買午餐的時候被綁架。道德十分高尚。遊戲開始後，沒有慌亂失措，而是呼籲大家齊心協力從此處逃出。比總一他們要大好幾歲，自身散發著一種從容不迫的感覺。
在Yeti的人物人氣投票中得到第7名。
鄉田真弓（聲：里都 / 里都/ 里都）
某公司的員工(PS2版或之後的版本為社長)。自稱商談完畢在車上被迷魂綁架。身著名牌服飾參加《遊戲》，《遊戲》中表現最冷靜的人。揮灑自如的成熟氣質讓她受到信任，其慎密的意見也常成為參賽者前進的指導。實際上是《遊戲》的GM。
在Yeti的人物人氣投票中得到最低的第12名。
手塚義光（聲：一条和矢 / 一条和矢/ 一条和矢）　
自稱公司小職員的牛仔裝男性,但給人的形象卻不像個普通的公司職員。因公事外出時，在只有自己的車上失去意識被綁。本着及時行樂的思想，只是追求眼前的快樂。有著出色的分析和戰鬥能力。性格善變，把別人都看作是自己活下去的墊腳石。對殺人也是完全不介意。對此也是十分享受。
在Yeti的人物人氣投票中得到第8名。
葉月克巳（聲：大久保けんたろう / 大久保けんたろう / 大久保けんたろう）
接近退休的中年公務員。討厭爭鬥的和平愛好者，是讓人感到隨和的大叔。家有一妻一女(PS2版說出女兒和渚同年)。在趕回家乘上地鐵之後被綁架。看著這些比自己的孩子還小的少男少女們，暗下決心，無論如何都要讓他們活著回去。在那些不想挑起爭鬥的參賽者中深受信賴。非常討厭互相殺戮的行為。
在Yeti的人物人氣投票中得到第11名。
高山浩太（聲：水瀬慮介 / 但馬綾介/ 水瀬慮介）
曾經是戰鬥經驗豐富的傭兵，後來為了金錢而從軍。有著健壯的體格和精悍和面容。在這遊戲中保持中立，而且在尋找能溝通合作的對象。冷靜謹慎。雖然沒有殺人之類的特別打算，但對於有必要殺死的人不會猶豫。經常都是一張撲克臉。對可以幫助解除自己頸圈以外的事物沒有興趣。
在Yeti的人物人氣投票中得到第5名。
長澤勇治（聲：南 / 本橋大輔 / 南）
初中生的宅男少年。在網上聲稱自己想殺人，現實中卻沒勇氣說出來。對巨額金錢沒有抵抗力。在放學回家，再出來玩耍的時候被綁架。在學校裡總是被愚弄，所以他心中積累了不少怨恨，性格變得扭曲。雖然也是強制被拉來參加這個遊戲，但得知殺了人還可以不受任何懲罰地回到現實生活中的時候，心中反而十分興奮。
在Yeti的人物人氣投票中得到第10名。
漆山權造（聲：水瀬慮介 / 但馬綾介 / 水瀬慮介）
身材笨拙的好色中年中層管理人員。在酒醉時被綁架。只要看到女人就想上去調戲。爲人十分嘮叨。雖然是其自身的原因，不過在這個不如人意的職場上，積累了不少工作壓力。
在Yeti的人物人氣投票中得到不公正投票，被當作棄權。

### 其他人物
櫻姫優希（聲：遠藤紗哉 / 岡嶋妙 / 遠藤紗哉）
御劍的女朋友。生日是3月18日。
為御劍去蛋糕店買生日禮物途中因車禍死亡。在生的時候被列入《遊戲》的參加者名單。
麻生真奈美（聲：無登場 / HARUNA / HARUNA）
渚過世的好友。
交情非淺的兩人，小學時已經認識。幾年前和渚一同被逼參加《遊戲》。被渚開槍殺死。
北条卡蓮
卡琳的妹妹。因重病留院治療。
史密斯（聲：無登場 / 一条和矢/ 一条和矢）
PDA中出現的南瓜人偶，通常負責主持附加遊戲。
有時為了挑起參賽者的對戰意識也會介入比賽。似乎是"遊戲"的職員，身份不明。

## 遊戲版本
PC(同人)版—（發售日：2006年8月13日(C70)）
- 最初的版本，有兩個故事。

PS2版—（發售日：2008年8月21日）
- 由中澤工改編。共有四個故事，五個結局。
- 新增一個OP，一個ED。
- 沒有H情節。
- 新增BET系统。

PC(逆移植)版—（發售日：2009年4月24日）
- PS2版移植。
- 新增H情節。
- 取消BET系统。
- 新增卡琳線。
- ED畫面不同

PSP版— （發售日：2010年5月27日）
- 創作新的OP&ED
- 對應新OP&ED 創作新的OP動畫&ED動畫
- 回復BET系统

## 主題歌
- 原著版
  - Opening Theme（囚人）
    - 歌：遊女／作詞：寺月恭一／作曲：なるちょ

  - Ending Theme（櫻華想戀）
    - 歌：遊女／作詞：寺月恭一／作曲：なるちょ

  - 北都南 ver（收錄於OST）
    - 歌：北都南／作詞：寺月恭一／作曲：なるちょ

- PS2版
  - Opening Theme（秘密遊戲）
    - 歌：遊女／作詞：一石楠耳／作曲：神前暁／編曲：岡部啓一

  - 最終話Opening Theme（囚人）
    - 歌：遊女／作詞：寺月恭一／作曲：なるちょ

  - Ending Theme（櫻華想戀）
    - 歌：遊女／作詞：寺月恭一／作曲：なるちょ

  - 最終話Ending Theme（飛舞，綻開）
    - 歌：遊女／作詞：一石楠耳／作曲・編曲：Shibayan

- 角色歌
  - 角色歌 《chain》
    - 歌：矢幡麗佳(天神祭)／作詞：yozakura ／作曲：Shibayan

  - 角色歌 《Distortion of…》
    - 歌：綺堂 渚(梨本悠里)／作詞：綺堂 渚(梨本悠里) ／作曲：Pianos DauGe

- PSP版
  - Opening Theme《NO MORE GAMES》
    - 歌：遊女／作詞：細井聡司／作曲：細井聡司／編曲：細井聡司

  - 最終話Opening Theme
    - 歌：遊女／作詞：寺月恭一／作曲：なるちょ

  - Ending Theme（櫻華想戀）
    - 歌：遊女／作詞：寺月恭一／作曲：なるちょ

  - 最終話Ending Theme（我們的明天）
    - 歌：miru／作詞：yozakura／作曲：なるちょ／編曲：なるちょ

## 外部連結
- PC(同人)版官方網頁（日語）
- PS2版官方網頁（日語）
- PC(逆移植)版官方網頁（日語）
- PSP版官方網頁（日語）

- FLAT(同人社團)（日語）
- FLAT(商業公司) （页面存档备份，存于）（日語）